# 地方庁 (琉球政府)
地方庁（ちほうちょう）とは、復帰前の沖縄において行政主席の権限に属する事務を分掌させるため、必要な地に設けられた琉球政府の出先機関のことである。
地方庁設置法（1952年立法第36号）によって定められた組織で、庁務を統括する特別職の地方庁長以下各種職員が置かれた。地方庁は、かつての群島政府所在地に設けられた。また、地方庁所管区域内に出張所が設けられた。1970年に地方庁設置法が廃止されて、地方庁は支庁となった。

## 地方庁一覧
（括弧内は地方庁所在地）
- 奄美地方庁（名瀬市、現在の奄美市）：1953年の日本復帰により鹿児島県大島支庁となる。
- 宮古地方庁（平良市、現在の宮古島市）：現在の沖縄県宮古事務所である。
- 八重山地方庁（石垣市）：現在の沖縄県八重山事務所である。

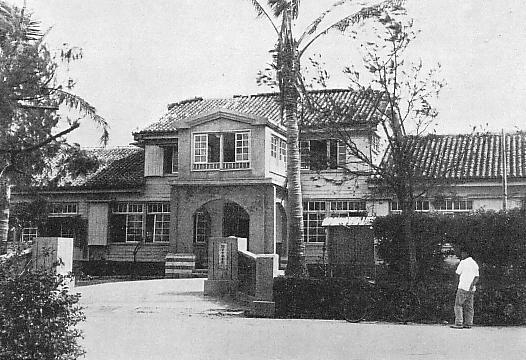
宮古地方庁（1955年頃）
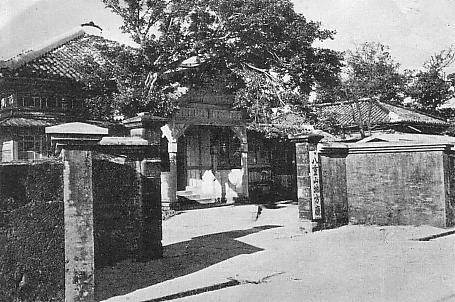
八重山地方庁（1955年頃）